# 大卫·J·林登
大卫·J·林登（英語：David J. Linden，1961年11月3日—-）是一位美国神经科学家和科普作家，现为马里兰州巴尔的摩的约翰霍普金斯大学教授，主要科普作品有《进化的大脑：赋予我们爱情、记忆和美梦》（The Accidental Mind: How Brain Evolution Has Given Us Love, Memory, Dreams, and God）、《触感引擎：手如何连接我们的心和脑》（TOUCH: The Science of Hand, Heart, and Mind）、《愉悦回路：大脑如何启动快乐按钮操控人的行为》（The Compass of Pleasure: How Our Brains Make Fatty Foods, Orgasm, Exercise, Marijuana, Generosity, Vodka, Learning, and Gambling Feel So Good）等。